# Erdini
Los Erdini (Έρδινοι) o Erpeditani (Έρπεδιτανοι) eran un grupo tribal de la antigua Irlanda conocidos por una única mención del geógrafo Claudio Ptolomeo, que habitaron el noroeste de la isla, en el área de la bahía de Donegal.